# Isländsk ögontröst
Isländsk ögontröst (Euphrasia calida) är en snyltrotsväxtart som beskrevs av Peter Frederick Yeo. Isländsk ögontröst ingår i släktet ögontröster, och familjen snyltrotsväxter. Inga underarter finns listade i Catalogue of Life.